# 對東京少女
《對東京少女》（對동경소녀，vs Tokyo Girls）是日本早安家族於2009年5月至6月期間舉辦的南韓選秀會，亦是早安家族第二次於海外舉辦選秀會。主持人為2PM成員俊昊、燦盛。該節目由南韓Mnet電視台和日本UFA公司共同製作，混合韓語及日語播放，港譯《東京𡃁模大作戰》於J2台播出。
2009年3月9日日本Berryz工房的清水佐紀、℃-ute的矢島舞美和製作人淳君三人訪問南韓並舉辦選秀會，淳君宣稱此次選秀會是首次由韓日聯合舉辦的選秀會。從4月到5月試鏡期間共收到3000份申請，其中15人被揀選於5月至6月受訓一個月，最後只有7號的一人勝出。
- 應募資格：不限年齡
- 應募總數：約2,500名
- 合格者：장다연（Jang, Dayun，香港J2台譯張多妍）

## O.S.T
- 《Dream Girl》- After School

## 外部連結
- Mnet :: 對東京少女 